# Rebecka Åhlund
Karin Rebecka Åhlund, född Gunnarsson 24 september 1976 i Gustav Adolfs församling i Borås, är en svensk journalist och författare.
Åhlund har bland annat skrivit för Amelia, Svenska Dagbladet och Mama. Hon debuterade som författare på Rabén & Sjögren 2013 med barn- och ungdomsromanen Flickan på tavlan. År 2019 kom den självbiografiska boken Jag som var så rolig att dricka vin med (Natur & Kultur) om Åhlunds erfarenheter av att bli nykter alkoholist.

## Biografi
Rebecka Åhlund är uppvuxen i Borås. Hon studerade sociologi, genusvetenskap och journalistik i Göteborg. Hon flyttade till Stockholm där hon arbetade som kritiker och krönikör. Sedan flera år är hon bosatt i London. Hon är verksam som frilansskribent och publiceras i bland andra Amelia, Svenska Dagbladet, Borås Tidning och Mama. Hon har gett ut tre barnböcker i skräckgenren samt en självbiografisk bok om alkoholmissbruk. I april 2023 gav hon ut Någon måste vattna tomaterna på Weyler förlag.

## Författarskap
Rebecka Åhlund debuterade 2013 med boken Flickan på tavlan. Den handlar om en familj som köper ett gammalt torp. Ella, den 12-åriga flickan i familjen är huvudperson och med henne får läsaren uppleva spökerier och övernaturliga händelser i torpet. Boken kom till efter att författaren köpt ett äldre torp. Hon har inte vågat låta de egna barnen läsa boken av oro för att de inte skulle våga besöka torpet i fortsättningen. I den fristående uppföljaren Ibland blir skogen vred, 2014, är Ella på sommarkollo på en lägergård. Barnen är förbjudna att gå ut i den omgivande skogen där det kan hända märkliga och oroväckande ting. I den tredje delen Det som hände i källaren, 2015, är Ella med sina kompisar i en källare där de festar och provar paranormala kommunikationer med "snurra flaskan" och ouijabräde. Åhlund menar att böckerna är spökhistorier med lite verklighet i botten: "Allting som händer i mina böcker har på något sätt hänt i verkligheten också, för mig eller någon annan". I alla tre böckerna varvas de övernaturliga händelserna med Ellas och hennes kompisars vardagsliv i skolan och på fritiden. Det finns också med en alkoholiserad mamma vilket hon kommenterat i en intervju om den självbiografiska boken om hennes alkoholism och väg till nykterhet.
Den självbiografiska boken Jag som var så rolig att dricka vin med, 2019 skildras Rebecka Åhlunds väg till alkoholism och hennes första år som nykter. I botten finns en barndom med en alkoholiserad far som avled tidigt. Som journalist gavs rikligt med tillfällen att ta ett glas vin med vänner. Under tiden i London eskalerade hennes missbruk som påverkade familjen vilket slutligen blev incitament till kontakt med AA. Boken har väckt uppmärksamhet i media och fått positiv kritik.
I april 2023 gavs Åhlunds Någon måste vattna tomaterna ut.

## Familj
Rebecka Åhlund är gift med filmproducenten Johannes Åhlund.